# 294 a. C.
El año 294 a. C. fue un año del calendario romano prejuliano. En el Imperio romano se conocía como el Año 460 Ab urbe condita.

## Acontecimientos
- Comienza la construcción del Coloso de Rodas.

## Fallecimientos
- Alejandro V de Macedonia

- Datos: Q80203